# TD Cross
TD Cross was een Britse tandwielfabriek die rond de Eerste Wereldoorlog in kleine oplage motorfietsen bouwde.
De bedrijfsnaam was T.D. Cross & Sons. De motorblokken werden ook door de merken Hampton en Wolf gebruikt.